# Shanawdithit
Shanawdithit, także Shawnadithit, Shawnawdithit, Nancy April i Nancy Shanawdithit (ur. ok. 1801, zm. 6 czerwca 1829) – kobieta z plemienia Beothuk uważana za ostatnią jego przedstawicielkę w Nowej Fundlandii. Jako dziecko i młoda dziewczyna była świadkiem kilku ostatnich udokumentowanych spotkań między jej plemieniem a białymi osadnikami. Po schwytaniu przez Europejczyków dostarczyła wielu informacji o zwyczajach, języku i ostatnich dniach Beothuków.

## Życiorys
Urodziła się w pobliżu dużego jeziora na wyspie Nowa Fundlandia.  Jako dziecko, podczas mycia dziczyzny w rzece, Shanawdithit została postrzelona przez białego trapera. Po jakimś czasie wyzdrowiała.
W styczniu 1811 brała udział w spotkaniu Beothuków z porucznikiem Davidem Buchanem i jego oddziałem na brzegu Red Indian Lake. Zakończyło się śmiercią dwóch brytyjskich żołnierzy. Latem 1818 była w grupie plemiennej, która zabrała przedmioty z łodzi Johna Peytona Jr i ładunek w Lower Sandy Point w Zatoce Exploits. W marcu 1819 widziała porwanie swojej ciotki Demasduit i zabójstwo jej męża Nonosbawsuta przez grupę Peytona. Widziała, jak w lutym 1820 Buchan i jego towarzysze przywieźli ciało ciotki do opuszczonego obozowiska nad Red Indian Lake.
Wiosną 1823 Shawnadithit, jej siostra, której rdzenne imię jest nieznane (Europejczycy nazwali ją „Easter Eve”), i ich matka, Doodebewshet, osłabione głodem, zostały zabrane przez kupcę futer Williama Culla do Badger Bay. Ojciec Shawnadithit wpadł pod lód i utonął po desperackiej próbie ratunku. Cull przywiózł trzy kobiety do urzędu sędziego Peytona w Exploits. David Buchan zdecydował, działając z upoważnienia gubernatora, wiceadmirała Charlesa Hamiltona, że kobiety powinny jak najszybciej wrócić do swoich ludzi z darami. W lipcu Peyton zostawił je u ujścia Charles Brook z zapasami i małą łódką. Nie znalazły plemienia. Później wróciły pieszo na wybrzeże. Matka i siostra Shawnadithit, bardzo chore, zmarły w ciągu kilku dni, a Shawnadithit zabrano do domu Peytona.

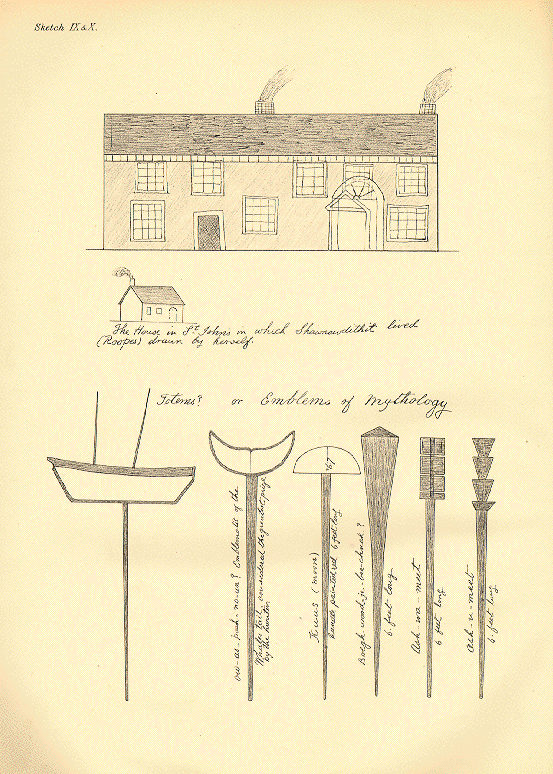
Jeden ze szkiców Shanawdithit, 1829

Osadnicy z kolonii Nowej Fundlandii przemianowali Shanawdithit na „Nancy April” lub „Nance April”, odwołując się do miesiąca, w którym została schwytana. Na wyspie Exploits pracowała jako służąca w gospodarstwie domowym Peytonów i nauczyła się języka angielskiego. Rząd kolonialny miał nadzieję, że kobieta stanie się pomostem między osadnikami a plemieniem. Odmówiła wyprawy z jakąkolwiek ekspedycją, mówiąc, że Beothukowie zabiją każdego, kto przybyłby z Europejczykami. Opowiedziała, że byłby to rodzaj religijnej ofiary i odkupienia dusz tych, którzy zostali zabici.
We wrześniu 1828 Shanawdithit została przeniesiona do St. John's, aby zamieszkać w domu Williama Eppesa Cormacka, założyciela Beothuk Institution. Szkocki emigrant, nowofundlandzki przedsiębiorca i filantrop spisał wiele relacji Shanawdithit. Przebywała pod jego opieką do początku 1829, kiedy opuścił Nową Fundlandię. Cormack wrócił do Wielkiej Brytanii, gdzie przebywał przez jakiś czas w Liverpoolu z Johnem McGregorem, Szkotem, którego poznał w Kanadzie. Podzielił się z nim swoimi materiałami na temat Beothuków, w tym rysunkami, które zrobiła Shanawdithit. Były wielokrotnie reprodukowane.

Po wyjeździe Cormacka Shanawdithit przebywała pod opieką prokuratora generalnego Jamesa Simmsa. Ostatnie dziewięć miesięcy życia spędziła w jego domu. Jej stan zdrowia, niepewny od lat, nadal się pogarszał. Opiekował się nią William Carson. W 1829 Shanawdithit zmarła w szpitalu św. Jana po długiej walce z gruźlicą. W lokalnej gazecie 12 czerwca 1829 opublikowano jej nekrolog. Śmierć Shanawdithit została opisana w „London Times” w numerze z 14 września 1829. W tekście zauważono, że Shanawdithit „wykazywała nadzwyczajne silne naturalne talenty” i zidentyfikowała Beothuków jako „anomalię w historii człowieka” z powodu braku nawiązywania lub utrzymywania relacji z europejskimi osadnikami lub innymi rdzennymi plemionami.

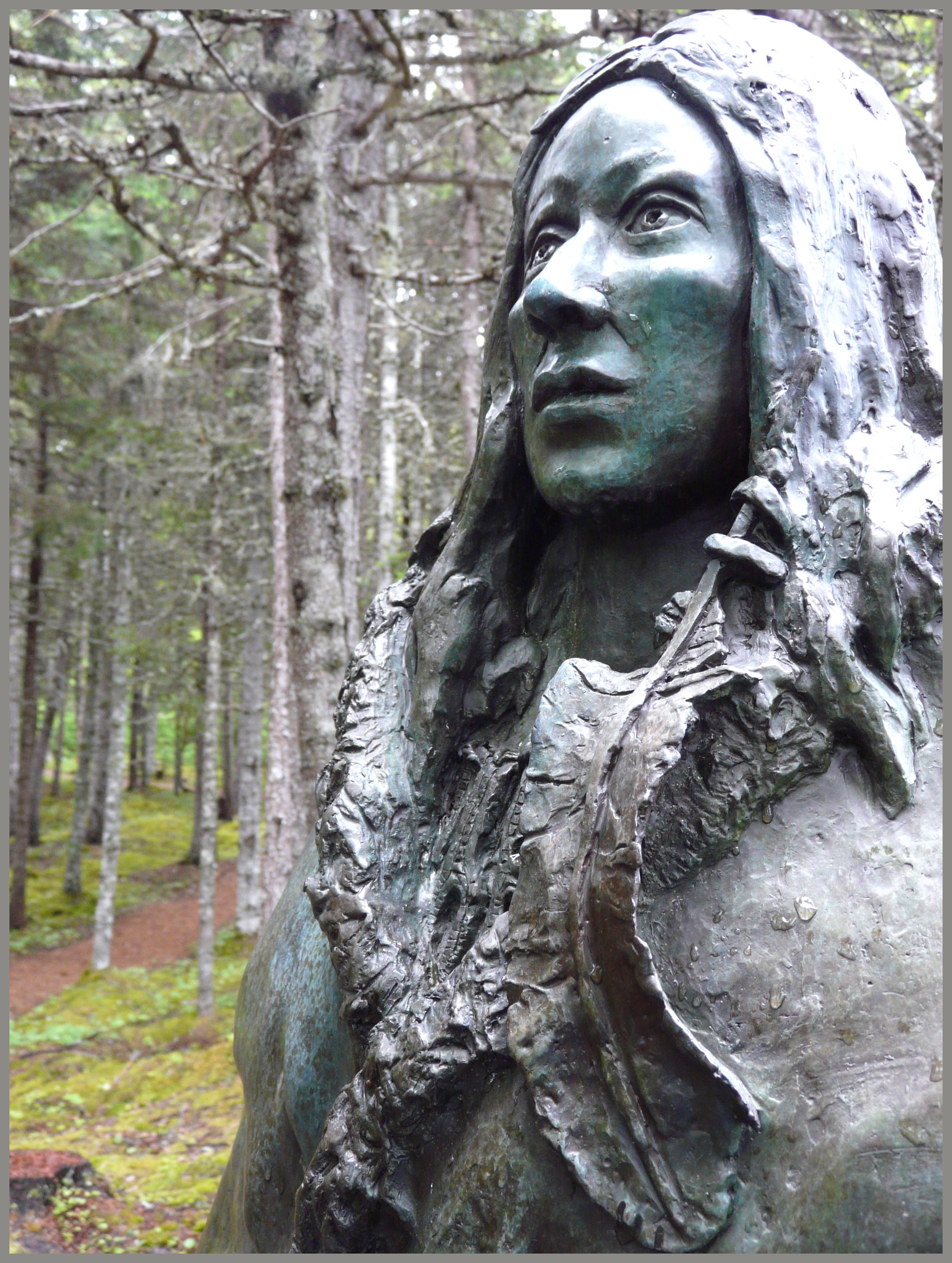
Pomnik Shanawdithit uważanej na ostatnią Beothukę, Boyd's Cove

## Dziedzictwo i upamiętnienie
Po śmierci Shanawdithit Carson przeprowadził jej sekcję zwłok i zauważył osobliwości kości ciemieniowej czaszki. W 1830 wysłał czaszkę do Royal College of Physicians w Londynie w celu dalszych badań. W 1938 Królewskie Kolegium Lekarskie przekazało jej czaszkę Królewskiemu Kolegium Chirurgów. Zaginęła podczas niemieckiego bombardowania Londynu w czasie II wojny światowej.
Szczątki kobiety zostały pochowane w kościele Maryi Dziewicy po południowej stronie miasta St. John's. W 1903 cmentarz przykościelny został zniszczony w związku z budową kolei. Kościół został rozebrany w 1963. Na jego miejscu stanął pomnik z napisem: Ten pomnik upamiętnia miejsce kościoła parafialnego Najświętszej Marii Panny w latach 1859–1963. Rybacy i żeglarze z wielu portów znajdowali duchowe schronienie w jego świętych murach. W pobliżu tego miejsca znajduje się miejsce pochówku Nancy Shanawdithit, najprawdopodobniej ostatniej z Beothuków, która zmarła 6 czerwca 1829. Szczątki z cmentarza odkopano i nekropolię uporządkowano w listopadzie 1979. 
Shanawdithit odegrała istotną rolę w udokumentowaniu tego, co wiadomo o ludzie Beothuków. Badaczka Ingeborg Marshall argumentowała, że na prawidłowe zrozumienie historii i kultury Beothuków bezpośredni wpływ ma to, w jaki sposób i przez kogo zostały stworzone relacje pisemne, wskazując na ich etnocentryczny i europocentryczny charakter, co sugerowało, że rdzenna ludność jest z natury gorsza niż europejscy osadnicy. Uważa się, że bez relacji Shanawdithit głos Beothuków byłby nieobecny w relacjach historycznych.
W 2000 rząd Kanady uznał Shanawdithit za osobę o dużym znaczeniu dla historii państwa. Informacja ta zbiegła się z instalacją pomnika przedstawiającego Shanawdithit autorstwa Geralda Squiresa, zatytułowanego The Spirit of the Beothuk. Stoi w Beothuk Interpretation Centre w pobliżu Boyd's Cove.
W 2007 w St. John's Bannerman Park odsłonięto tablicę upamiętniającą jej życie, uznając jej wkład w historyczne relacje ze spotkań Beothuków z europejskimi osadnikami oraz informacje o pochwyceniu jej ciotki Demasduit przez Johna Peytona Jr.
Shanawdithit jest powszechnie znana wśród Nowofundlandczyków. W 1851 lokalna gazeta „Newfoundlander” nazwała ją księżniczką Terra Nova. W 1999 czytelnicy „The Telegram” uznali ją za najbardziej znaną rdzenną osobę ostatnich 1000 lat.
Rebecca Belmore poświęciła jej rzeźbę, którą pokazano w National Gallery of Canada na wystawie Sakahàn: International Indigenous Art w 2013.
W 2019 miała miejsce premierę opera o Shanawdithit. Jej imię nosi jeden z rybołowów żyjący w Nowej Fundlandii.